# Stazione di Villò
La stazione di Villò è stata una stazione ferroviaria posta sulla linea Piacenza-Bettola, gestita dalla SIFT, a servizio dell'omonima frazione del comune di Vigolzone.
La stazione era classificata dal gestore come appartenente alla categoria B e, quindi, era dotata di sala d'attesa di terza classe.

## Storia
La stazione fu inaugurata insieme al resto della ferrovia il 21 aprile 1932, entrando però in funzione in sostituzione dell'analogo impianto terminale della tranvia Piacenza-Bettola solo il 27 settembre 1933 a causa delle difficoltà economiche della SIFT, risolte solo con l'intervento della Edison.
Il servizio, interrotto durante la seconda guerra mondiale, fu ripristinato nel 1947. Nel 1965 la commissione del Ministero dei trasporti per l'ammodernamento dei trasporti pubblici espresse parere favorevole alla soppressione della linea: iniziarono quindi due anni di battaglie da parte della popolazione dei paesi attraversati dalla linea, della provincia di Piacenza e dei sindacati per la salvaguardia della ferrovia; nonostante questo, dall'ottobre 1966 iniziarono le sostituzioni delle corse ferroviarie con autobus. La chiusura definitiva della stazione, nonché di tutta la ferrovia, avvenne il 30 aprile 1967.

## Strutture e impianti
La fermata era composta da un fabbricato viaggiatori e due binari. In seguito alla chiusura della linea, fabbricato venne adibito ad abitazione privata e i binari smantellati.

## Servizi
La stazione disponeva di:
- Sala d'attesa